# Mons-Boubert
Pour les articles homonymes, voir Mons (homonymie).
Mons-Boubert [mɔ̃s bubɛʁ] est une commune française située dans le département de la Somme, en région Hauts-de-France.
Depuis juillet 2020, la commune fait partie du parc naturel régional Baie de Somme - Picardie maritime.

## Géographie

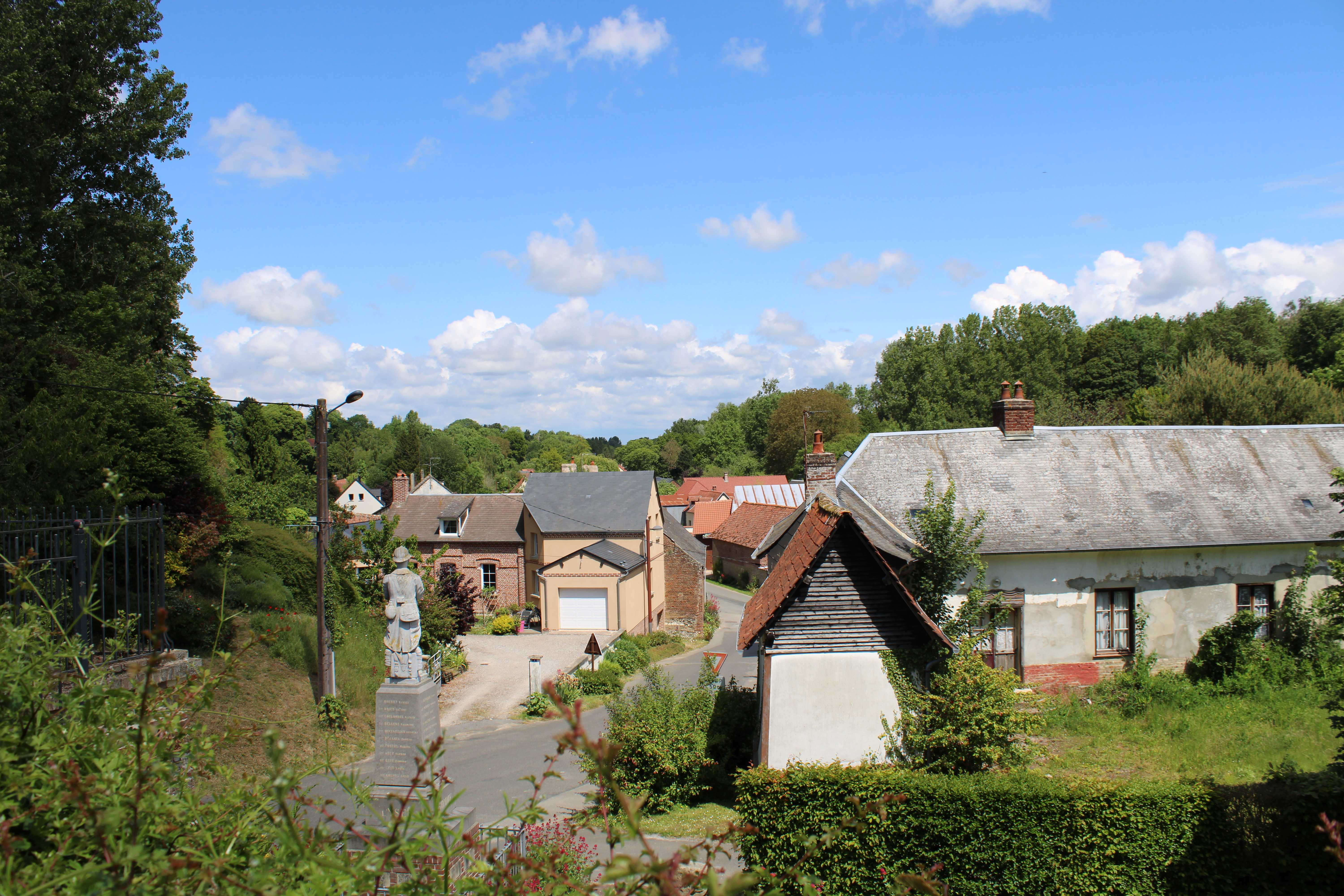
Vue du village depuis les hauteurs de l'église.

### Localisation
Mons-Boubert est un village picard du Vimeu.
À vol d'oiseau, la localité est située à 7 km au sud-est de Saint-Valery-sur-Somme, 9 km au nord-est de Feuquières-en-Vimeu, 13 km à l'ouest d'Abbeville, 20 km au nord-est d'Eu-Le Tréport et à 52 km au nord-ouest d'Amiens.
Le territoire de la commune est limitrophe de ceux de cinq communes.
Les communes limitrophes sont  Arrest, Boismont, Franleu, Quesnoy-le-Montant et Saigneville.

### Géologie
Située sur l'extrémité occidentale du plateau picard s'étendant au Vimeu, la commune repose sur un substratum rocheux composé de craie. Généralement, les formations superficielles rencontrées correspondent à des limons de plateau et des limons de pente qui résultent du glissement des précédents. Aux bois de Prêle et de Bretel subsistent des lambeaux alluviaux déposés par la Somme.
À la hauteur de Mons-Boubert, une profonde vallée affluente de la Somme - anciennement appelée la Dame Rise - correspond à une cassure du plateau.

### Hydrographie
La commune est située dans le bassin Artois-Picardie. Elle n'est drainée par aucun cours d'eau.
Les infiltrations d'eaux de pluie sont piégées dans une craie reposant sur un important niveau argileux (argiles du Gaux, d'âge albien…). La quasi-totalité des eaux potables du village provient de cette nappe. Les eaux souterraines et de surface empruntent majoritairement la même direction : du haut du village vers la rive gauche de la Somme.
Quand il pleut, la rue principale collecte toutes les eaux de ruissellement. Les jours d'orage ou de fonte de neige, une véritable rivière s'est souvent formée.

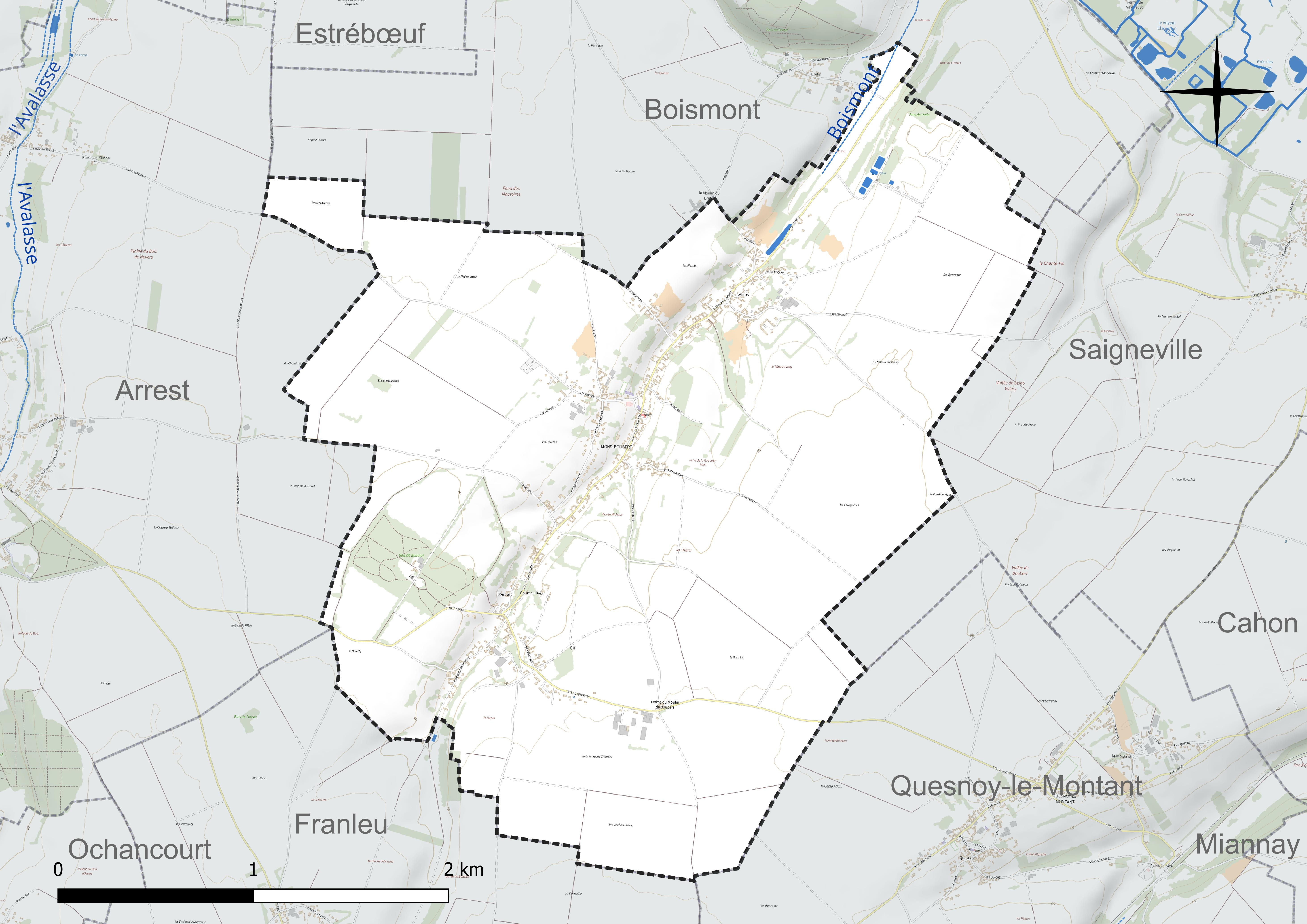
Réseau hydrographique de Mons-Boubert.

### Climat
Pour des articles plus généraux, voir Climat des Hauts-de-France et Climat de la Somme.
En 2010, le climat de la commune est de type climat océanique franc, selon une étude du CNRS s'appuyant sur une série de données couvrant la période 1971-2000. En 2020, Météo-France publie une typologie des climats de la France métropolitaine dans laquelle la commune est exposée à un climat océanique et est dans la région climatique Côtes de la Manche orientale, caractérisée par un faible ensoleillement (1 550 h/an) ; forte humidité de l'air (plus de 20 h/jour avec humidité relative > 80 % en hiver), vents forts fréquents.
Pour la période 1971-2000, la température annuelle moyenne est de 10,8 °C, avec une amplitude thermique annuelle de 13 °C. Le cumul annuel moyen de précipitations est de 798 mm, avec 11,5 jours de précipitations en janvier et 8,5 jours en juillet. Pour la période 1991-2020, la température moyenne annuelle observée sur la station météorologique la plus proche, située sur la commune d'Abbeville à 13 km à vol d'oiseau, est de 11,0 °C et le cumul annuel moyen de précipitations est de 806,2 mm,. Pour l'avenir, les paramètres climatiques de la commune estimés pour 2050 selon différents scénarios d'émission de gaz à effet de serre sont consultables sur un site dédié publié par Météo-France en novembre 2022.

## Urbanisme

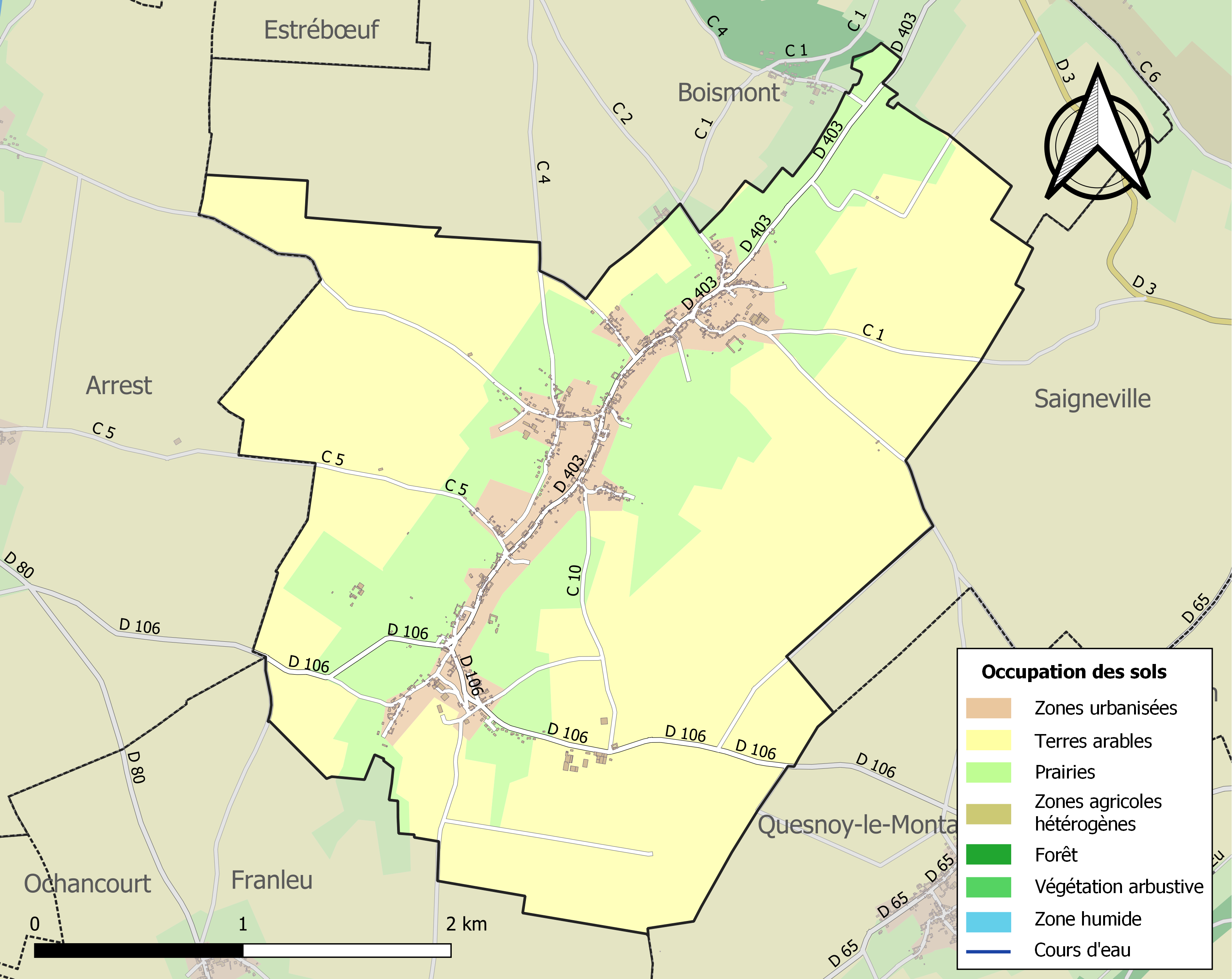
Carte des infrastructures et de l'occupation des sols de la commune en 2018 (CLC).

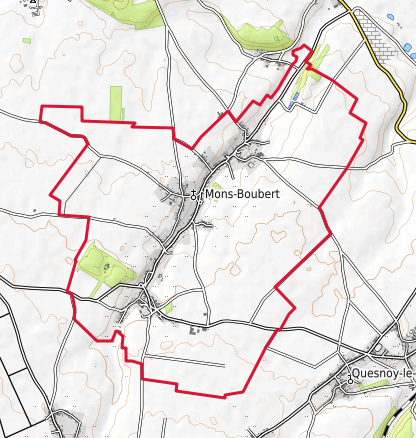
Carte topographique de la commune en 2021.

### Typologie
Au 1er janvier 2024, Mons-Boubert est catégorisée commune rurale à habitat dispersé, selon la nouvelle grille communale de densité à sept niveaux définie par l'Insee en 2022.
Elle est située hors unité urbaine. Par ailleurs la commune fait partie de l'aire d'attraction de Friville-Escarbotin, dont elle est une commune de la couronne,. Cette aire, qui regroupe 33 communes, est catégorisée dans les aires de moins de 50 000 habitants,.

### Occupation des sols
L'occupation des sols de la commune, telle qu'elle ressort de la base de données européenne d'occupation biophysique des sols Corine Land Cover (CLC), est marquée par l'importance des territoires agricoles (91,5 % en 2018), une proportion identique à celle de 1990 (91,5 %). La répartition détaillée en 2018 est la suivante :
terres arables (64,3 %), prairies (27,2 %), zones urbanisées (8,4 %). L'évolution de l'occupation des sols de la commune et de ses infrastructures peut être observée sur les différentes représentations cartographiques du territoire : la carte de Cassini (XVIIIe siècle), la carte d'état-major (1820-1866) et les cartes ou photos aériennes de l'IGN pour la période actuelle (1950 à aujourd'hui).

### Habitat et logement
En 2019, le nombre total de logements dans la commune était de 326, alors qu'il était de 300 en 2014 et de 285 en 2009.
Parmi ces logements, 76,6 % étaient des résidences principales, 17,3 % des résidences secondaires et 6,2 % des logements vacants. Ces logements étaient pour 99,1 % d'entre eux des maisons individuelles et pour 0,9 % des appartements.
Le tableau ci-dessous présente la typologie des logements à Mons-Boubert en 2019 en comparaison avec celle de la Somme et de la France entière. Une caractéristique marquante du parc de logements est ainsi une proportion de résidences secondaires et logements occasionnels (17,3 %) supérieure à celle du département (8,3 %) et à celle de la France entière (9,7 %). Concernant le statut d'occupation de ces logements, 79,2 % des habitants de la commune sont propriétaires de leur logement (84,5 % en 2014), contre 60,2 % pour la Somme et 57,5 pour la France entière.
| Typologie                                               | Mons-Boubert | Somme | France entière |
| ------------------------------------------------------- | ------------ | ----- | -------------- |
| Résidences principales (en %)                           | 76,6         | 83,2  | 82,1           |
| Résidences secondaires et logements occasionnels (en %) | 17,3         | 8,3   | 9,7            |
| Logements vacants (en %)                                | 6,2          | 8,5   | 8,2            |

### Voies de communication et transports
En 2019, la localité est desservie par la ligne d'autocars no 5 (Cayeux - Friville-Escarbotin - Abbeville) du réseau Trans'80, Hauts-de-France, chaque jour de la semaine sauf le dimanche et les jours fériés.

## Toponymie

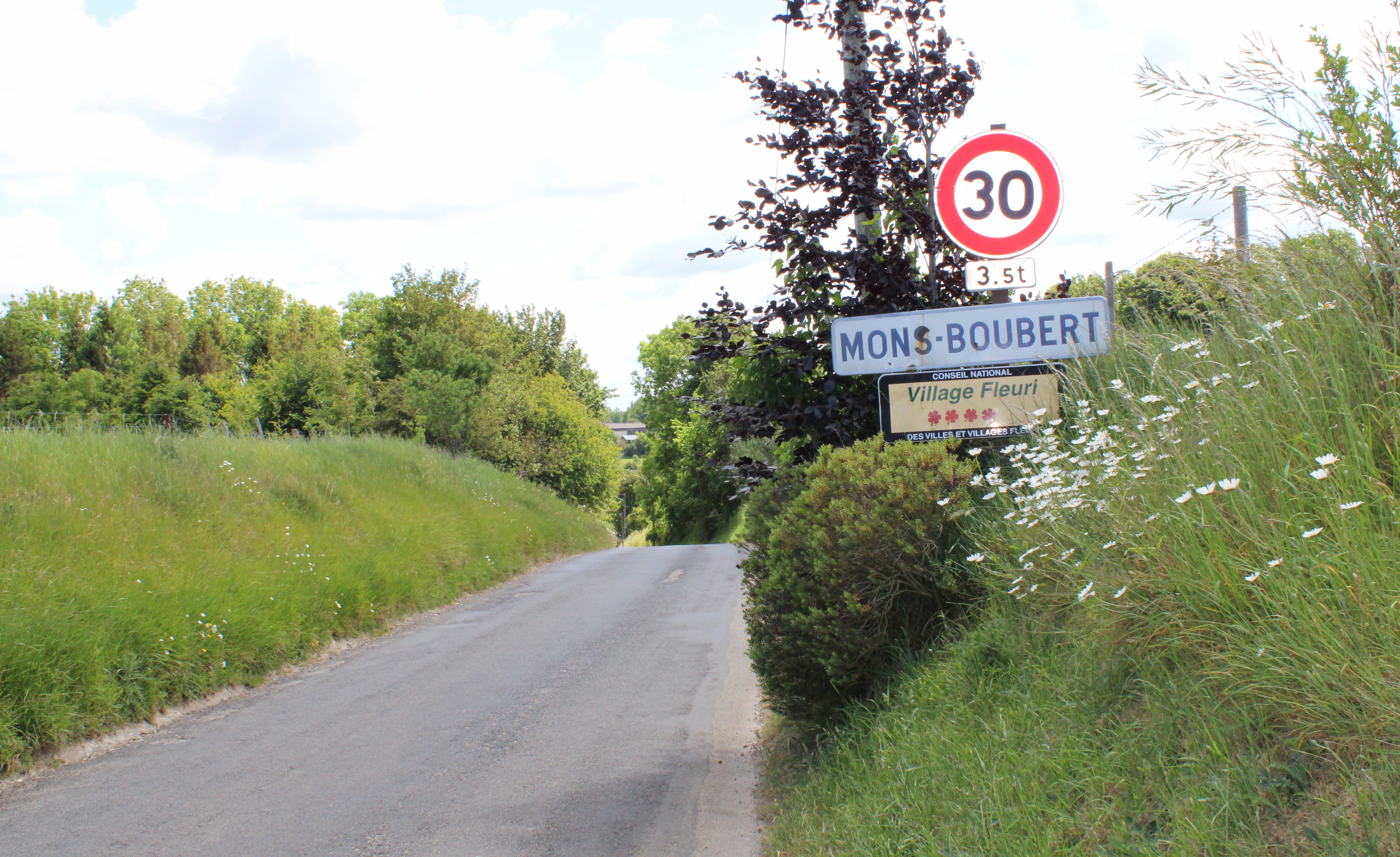
Entrée du village.

Mons est mentionné pour la première fois en 1121, on trouve Mons-Bourbet dès 1284, Montes au XIIIe siècle, Mons in Vimiaco en 1301, Mons en Vimeux en 1421, Mons en Beaubert en 1741, Mons en Boubert en 1756, Monts près Boubert en 1766, Mont en 1778, Montboubert en 1824, Mons-Boubers en 1850.
L'association de Mons et de Boubert est ancienne, on la relève dès 1284. Mons ne représente pas le nominatif singulier du latin, c'est-à-dire mons, mais bien l'ancien français mons avec le [s] du pluriel ou du locatif, à savoir monts. En effet le substantif sujet mont en ancien français n'est pas issu directement du latin mons, mais de son accusatif montem devenu MONTE en latin populaire. Le pluriel est encore écrit mons au XIIIe siècle.
Boubert est attesté sous les formes Bobert en 1166, Boberc en 1176, Bobers en 1187, Bouberc de 1209, Bouberch régulièrement de 1220 à 1616, ensuite Boubert régulièrement de 1757 à 1836, Boubers les Monts en 1766, Boubers en 1867.
Étant donné la régularité des formes les plus anciennes en -berch, il s'agit de l'appellatif germanique berg / berc « élévation, colline, mont » dont mons représente la transcription romane. Le [c] final de berc s'est régulièrement amuï comme dans clerc qui cependant bénéficie d'une orthographe étymologique. Il s'agit donc partiellement d'une tautologie.
Il existe au moins deux Boubers plus au nord, dans le Pas-de-Calais, à savoir Boubers-lès-Hesmond (Budberz et Buberch 1079) et Boubers-sur-Canche (Budberz et Bobert en 1079, Buberch en 1129) qui disposent donc de formes plus anciennes dans lesquelles on identifie un élément Bud- adjectif ou appellatif germanique à valeur obscure.

## Histoire

### Antiquité
Des vestiges d'une villa gallo-romaine ont été découverts en 1830 sur les territoires de Mons-Boubert, Brétel et Drancourt.

### Moyen Âge
En 1346, Edouard III d'Angleterre, ayant débarqué dans le Cotentin, le force, guidé par un valet, Gobin Agache du village de Mons en Vimeu. Le gué étant défendu par les troupes françaises de Godemard Dufay, de Jean de Picquigny, de Jean du Cange et du seigneur de Caumont fortes de 12 000 hommes. Une bataille s'engage après laquelle les Anglais, victorieux, continueront leur marche sur Crécy-en-Ponthieu puis Calais marquant le début d'un enchaînement de défaites en particulier sous le règne de Jean le Bon fils de Philippe de Valois.
Le 30 août 1421, pendant la guerre de Cent Ans a lieu la bataille de Mons-en-Vimeu : un affrontement entre les troupes de Philippe de Bourgogne et celles de Jean de Luxembourg se termine à l'avantage des Bourguignons. Les sept cents morts sont enterrés sur le territoire de Saigneville, au lieudit les Fosses.

### Temps modernes
Le 17 octobre 1699, messire de Boubers, seigneur de Bernatre et Mianney reçoit sa maintenance, preuves faites d'après Antoine de Boubers (1529)[C'est-à-dire ?].

### Époque contemporaine
Au terme de la guerre franco-allemande de 1870, le village est occupé par les troupes prussiennes du 16 au 22 février 1871.
Au début de la Seconde Guerre mondiale, lors de la bataille de France, deux soldats anglais, tués dans leur tank en 1940, rue de Quesnoy, lors de l'invasion allemande, reposent dans le cimetière.
Le village est libéré le 2 septembre 1944 par des soldats canadiens, un petit monument rappelle l'évènement. Deux Allemands sont faits prisonniers au moulin de Boubert.

## Politique et administration

### Rattachements administratifs et électoraux
La commune se trouve depuis 1926 dans l'arrondissement d'Abbeville du département de la Somme. Pour l'élection des députés, elle fait partie depuis 1988 de la troisième circonscription de la Somme.
Elle faisait partie depuis 1801 du canton de Saint-Valery-sur-Somme. Dans le cadre du redécoupage cantonal de 2014 en France, Mons+Boubert est intégrée au canton d'Abbeville-2.

### Intercommunalité
Mons-Boubert était membre de la communauté de communes Baie de Somme Sud, un établissement public de coopération intercommunale (EPCI) à fiscalité propre créé fin 1997 et auquel la commune avait transféré un certain nombre de ses compétences, dans les conditions déterminées par le code général des collectivités territoriales.
Dans le cadre des dispositions de la loi portant nouvelle organisation territoriale de la République du 7 août 2015, qui prévoit que les établissements publics de coopération intercommunale (EPCI) à fiscalité propre doivent avoir un minimum de 15 000 habitants, cette intercommunalité fusionne avec ses voisines pour former, le 1er janvier 2017, la communauté d'agglomération de la Baie de Somme dont Mons-Boubert est désormais membre.

### Liste des maires
| Période                                  | Période                      | Identité                                          | Étiquette    | Qualité |
| ---------------------------------------- | ---------------------------- | ------------------------------------------------- | ------------ | --- |
| Les données manquantes sont à compléter. |                              |                                                   |              | |
| 1793                                     | an IX                        | Honoré Delattre                                   |              | |
| an IX                                    | an XI                        | Pierre Guerville                                  |              | |
| an XI                                    | an XII                       | Louis Boucher                                     |              | |
| 1815                                     | 1826                         | Bruno Azeuf                                       |              | |
| 1826                                     | 1831                         | Charles Auguste Lefebvre du Bus                   |              | châtelain de la Courte au Bois |
| 1831                                     |                              | Nicolas Louis Azeuf                               |              | lieutenant d'infanterie de ligne |
| 1848                                     |                              | Charles Gabriel Achille Toussaint de Saint Maxent |              | châtelain de la Courte au Bois |
| 1848                                     |                              | Constant Boucher                                  |              | fils de Louis |
| 1881                                     |                              | Hilaire Boucher                                   |              | Capitaine d'infanterie hors cadres (1840 → 1860) Lieutenant-colonel du 52e régiment provisoire de la garde nationale mobile dans la Somme (1870) Participe au siège de Paris (1870-1871). Conseiller d'arrondissement de Saint-Valery-sur-Somme (1877 → 1883) |
| 1884                                     |                              | Marie Henri Ferdinand de Caix de Rambures         |              | |
| 1888                                     |                              | Jules Azeuf                                       |              | |
| 1895                                     |                              | Célestin Testu                                    |              | |
| 1899                                     |                              | Auguste Delattre                                  |              | |
| 1904                                     |                              | Henri Barbier                                     |              | |
| 1908                                     |                              | Pierre Grisel                                     |              | |
| 1925                                     | 1937                         | Louis Barré                                       |              | mort en fonction le 18 février 1937 |
| 1937                                     |                              | Adolphe Bernard                                   |              | |
| 1945                                     |                              | Eugène Pénel                                      |              | |
| 1947                                     |                              | Adolphe Bernard                                   |              | |
| 1953                                     |                              | Albert Mansion                                    |              | |
|                                          |                              |                                                   |              | |
| 1971                                     | 1989                         | Pierre Marcassin                                  | PCF puis DVG | Agriculteur |
| 1989                                     |                              | Josette Leignez                                   |              | |
| mars 2001                                | En cours (au 8 octobre 2020) | Emmanuel Delahaye                                 | UMP          | Vice-président de la CC Baie de Somme Sud (2014 → 2016) Membre du bureau de la CA Baie de Somme (2017 → ) Réélu pour le mandat 2020-2026, |

### Distinctions et labels
Après le passage du jury régional évaluant les villes et villages fleuris, Mons-Boubert a obtenu une troisième fleur au classement révélé le 5 novembre 2015 à Amiens-Mégacité.
En octobre 2016, quatre fleurs récompensent les efforts locaux en faveur du fleurissement,.
La commune fait partie des villages labellisés Pays d'art et d'histoire qui œuvrent à mettre en avant leur patrimoine,.

## Population et société

### Démographie

#### Évolution démographique
L'évolution du nombre d'habitants est connue à travers les recensements de la population effectués dans la commune depuis 1793. Pour les communes de moins de 10 000 habitants, une enquête de recensement portant sur toute la population est réalisée tous les cinq ans, les populations de référence des années intermédiaires étant quant à elles estimées par interpolation ou extrapolation. Pour la commune, le premier recensement exhaustif entrant dans le cadre du nouveau dispositif a été réalisé en 2006.

En 2022, la commune comptait 578 habitants, en évolution de +3,58 % par rapport à 2016 (Somme : −1,26 %, France hors Mayotte : +2,11 %).
| 1793  | 1800  | 1806  | 1821  | 1831  | 1836  | 1841  | 1846  | 1851  |
| ----- | ----- | ----- | ----- | ----- | ----- | ----- | ----- | ----- |
| 1 171 | 1 210 | 1 150 | 1 286 | 1 280 | 1 284 | 1 297 | 1 296 | 1 307 |

| 1856  | 1861  | 1866  | 1872  | 1876  | 1881  | 1886  | 1891  | 1896  |
| ----- | ----- | ----- | ----- | ----- | ----- | ----- | ----- | ----- |
| 1 313 | 1 382 | 1 415 | 1 359 | 1 319 | 1 240 | 1 158 | 1 097 | 1 046 |

| 1901 | 1906 | 1911 | 1921 | 1926 | 1931 | 1936 | 1946 | 1954 |
| ---- | ---- | ---- | ---- | ---- | ---- | ---- | ---- | ---- |
| 954  | 910  | 845  | 760  | 730  | 683  | 668  | 642  | 636  |

| 1962 | 1968 | 1975 | 1982 | 1990 | 1999 | 2006 | 2011 | 2016 |
| ---- | ---- | ---- | ---- | ---- | ---- | ---- | ---- | ---- |
| 625  | 567  | 519  | 508  | 506  | 483  | 521  | 528  | 558  |

| 2021 | 2022 | - | - | - | - | - | - | - |
| ---- | ---- | - | - | - | - | - | - | - |
| 569  | 578  | - | - | - | - | - | - | - |

#### Pyramide des âges
En 2018, le taux de personnes d'un âge inférieur à 30 ans s'élève à 33,8 %, soit en dessous de la moyenne départementale (36,4 %). À l'inverse, le taux de personnes d'âge supérieur à 60 ans est de 29,3 % la même année, alors qu'il est de 26,0 % au niveau départemental.
En 2018, la commune comptait 285 hommes pour 271 femmes, soit un taux de 51,26 % d'hommes, largement supérieur au taux départemental (48,51 %).
Les pyramides des âges de la commune et du département s'établissent comme suit.
| Hommes | Classe d’âge | Femmes |
| ------ | ------------ | ------ |
| 0,7    | 90 ou +      | 1,5    |
| 8,7    | 75-89 ans    | 9,1    |
| 21,1   | 60-74 ans    | 17,3   |
| 19,0   | 45-59 ans    | 19,8   |
| 17,9   | 30-44 ans    | 17,3   |
| 18,4   | 15-29 ans    | 16,4   |
| 14,3   | 0-14 ans     | 18,6   |

| Hommes | Classe d’âge | Femmes |
| ------ | ------------ | ------ |
| 0,6    | 90 ou +      | 1,8    |
| 6,7    | 75-89 ans    | 9,4    |
| 17,2   | 60-74 ans    | 18,1   |
| 19,8   | 45-59 ans    | 19,1   |
| 18,2   | 30-44 ans    | 17,5   |
| 19,4   | 15-29 ans    | 18     |
| 18,2   | 0-14 ans     | 16,2   |

### Enseignement
Jusqu'en juin 2019, les classes primaires sont gérées au sein du regroupement pédagogique intercommunal (RPI) comprenant également l'école de Quesnoy-le-Montant.
En 2019, un nouveau RPI est créé, associant les communes de Boismont, Franleu, Mons-Boubert et Saigneville. À la rentrée de septembre, deux classes de maternelle seront à Mons-Boubert, les autres communes accueilleront une classe élémentaire. La communauté d'agglomération Baie de Somme attend 110 enfants à la rentrée de septembre. Un service de repas pour le midi sera mis en place dans chaque collectivité.
Le collège de la Baie-de-Somme, à Saint-Valery, assure la suite de la scolarité qui peut se poursuivre au lycée du Vimeu à Friville-Escarbotin (labellisé lycée des métiers de l'industrie et du tertiaire) ou au lycée Boucher-de-Perthes à Abbeville.
L'université de Picardie Jules-Verne (UPJV) assure l'enseignement supérieur.

## Culture locale et patrimoine

### Lieux et monuments
- Église Saint-Martin[36],[37],[38],[39]

De l'origine, seule subsiste la fenêtre absidale de l'église du XIVe siècle. Un agrandissement a été réalisé en 1765 : ajout d'une travée de chaque côté.
- Le moulin de pierre de Mons (en réalité en brique) : il a cessé de tourner à la mort du dernier meunier Louis Joseph Testu, le 9 août 1923. Ses murs font quatre pieds d'épaisseur (1,30 m). En 1895, Achille Jean-Baptiste Lejeune, le grand-père du député-maire d'Abbeville Max Lejeune, était aux commandes du moulin. Le premier meunier relevé sur les registres de catholicité, François Pénel, est décédé en 1658[a 7].
- Du moulin de Boubert, il ne reste qu'une bosse qui marque son emplacement. Identique à celui de Saint-Maxent (moulin en bois, à pivot), il a fonctionné jusqu'en 1914[a 8].
- Monument 1914-1918 : en contrebas de l'église. Cet hommage aux morts de la grande guerre donna lieu à d'âpres débats à propos de la pertinence d'une croix chrétienne sur socle[6]. Les victimes de la Deuxième Guerre mondiale ont été associées à celle de la précédente. Quarante-trois noms rappellent leur mémoire.
- La motte féodale est encore bien marquée avec une partie de son fossé. Le château aurait été détruit au XVe siècle[6],[40].
- Le château du bois de Boubert, construit par le sous-préfet Manessier[a 9] d'Abbeville durant la Deuxième République et le Second Empire, date de 1867[6].
- L'ancien cimetière a été supprimé en 1946. Originalité locale : seize cimetières privés ont été installés, par nécessité, à la fin du XIXe siècle[6].

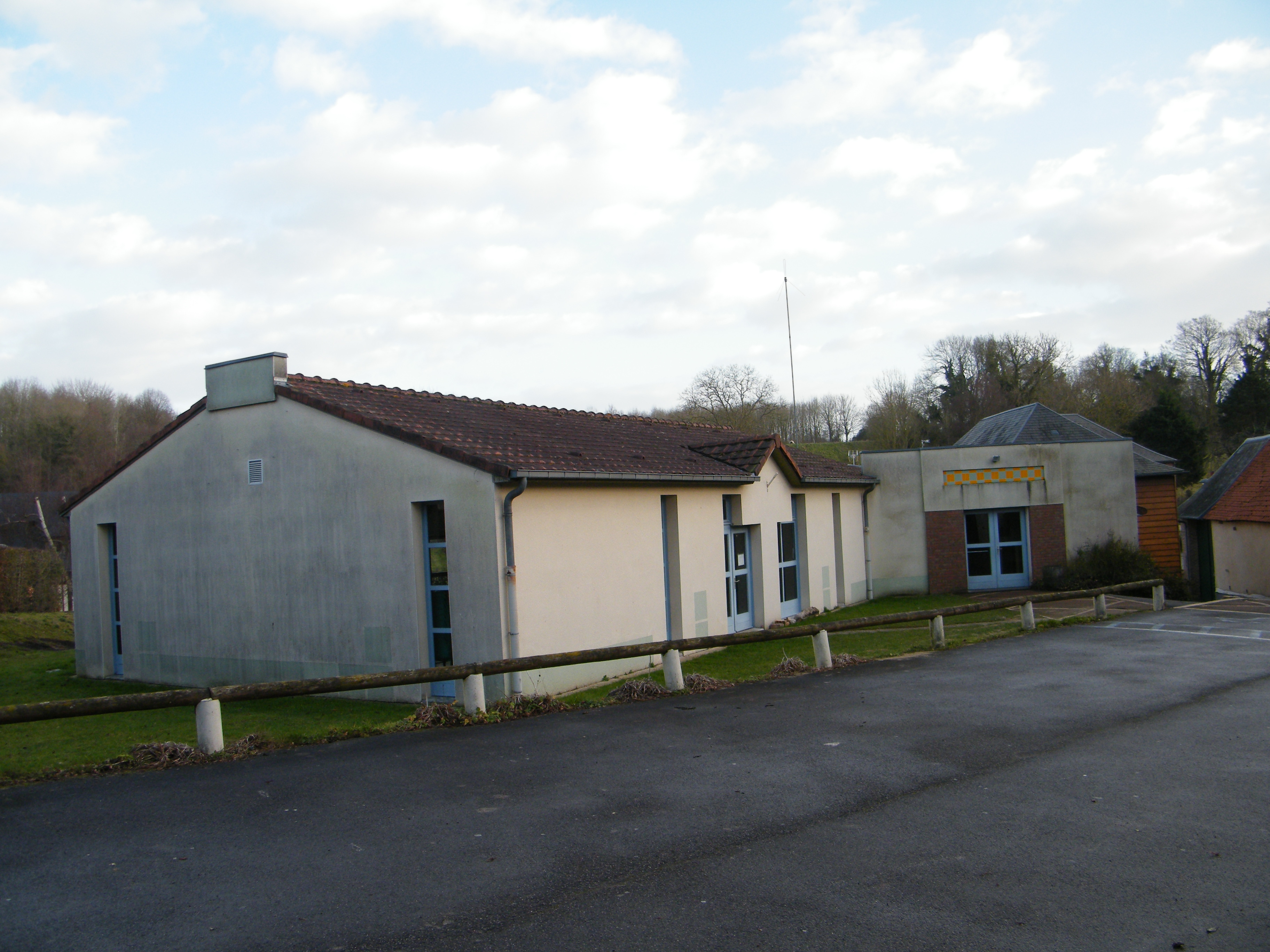
Salle communale.
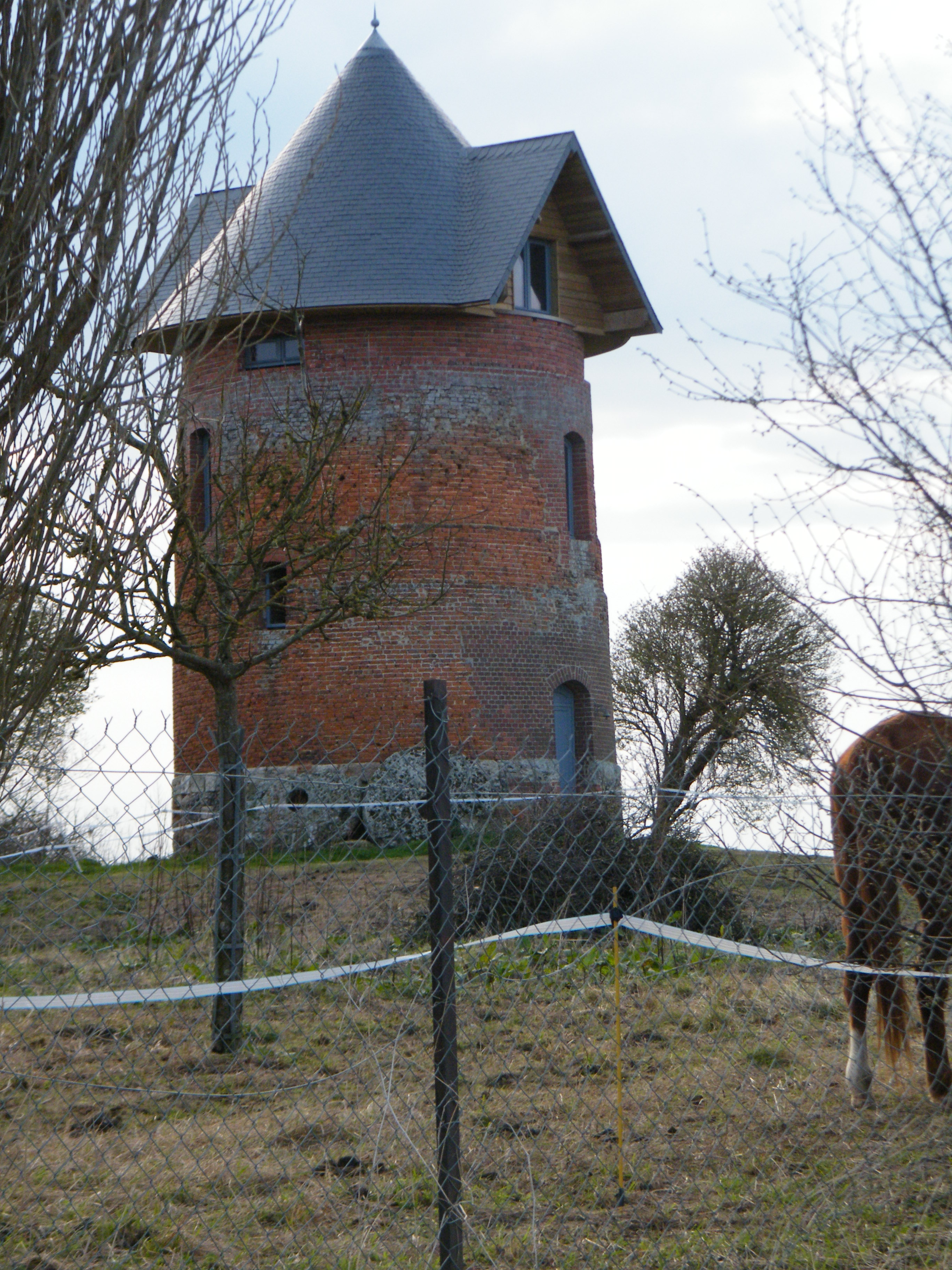
Le moulin de Mons en cours de restauration (mars 2014).
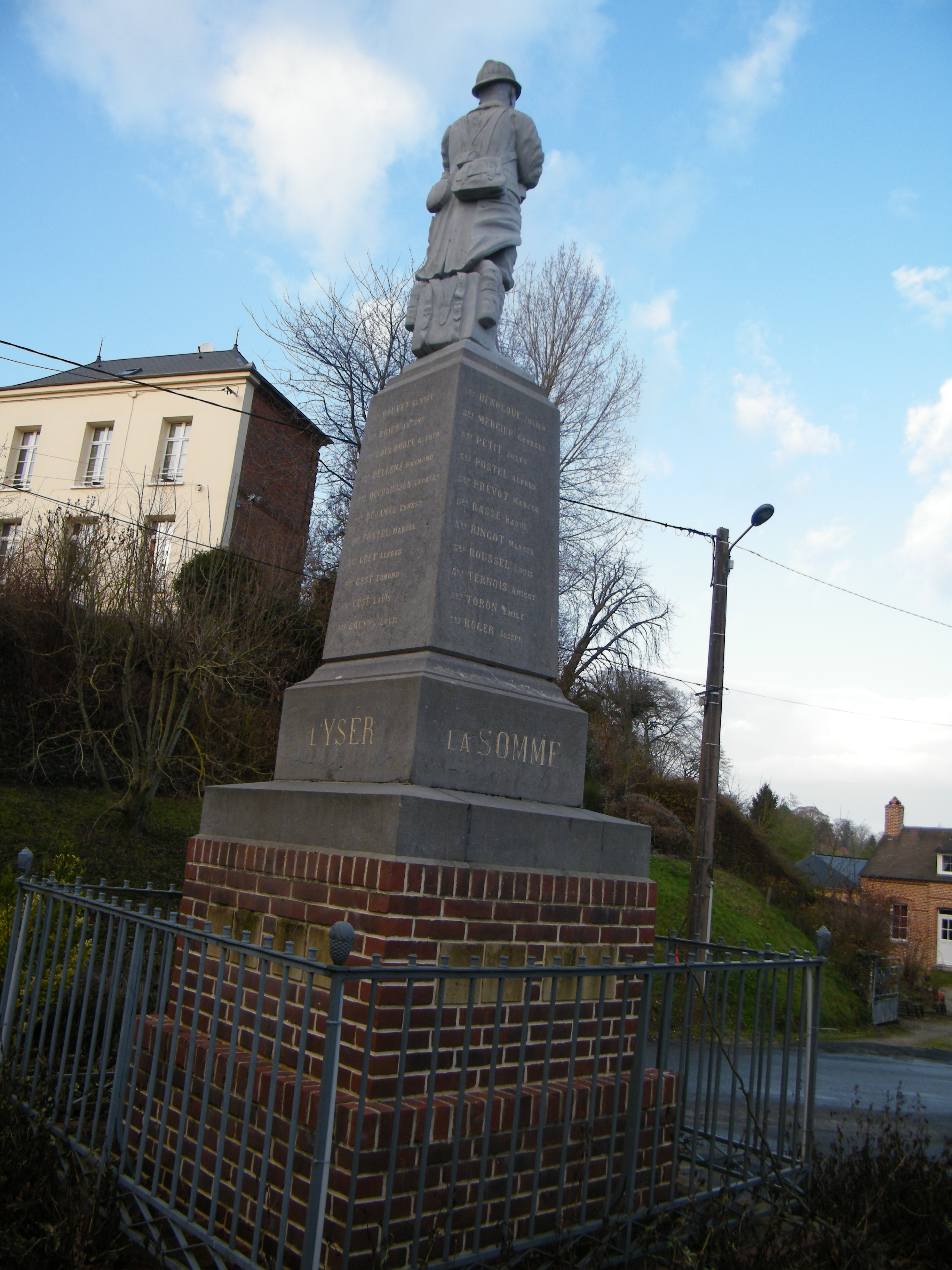
Monument aux morts, dos à l'église.
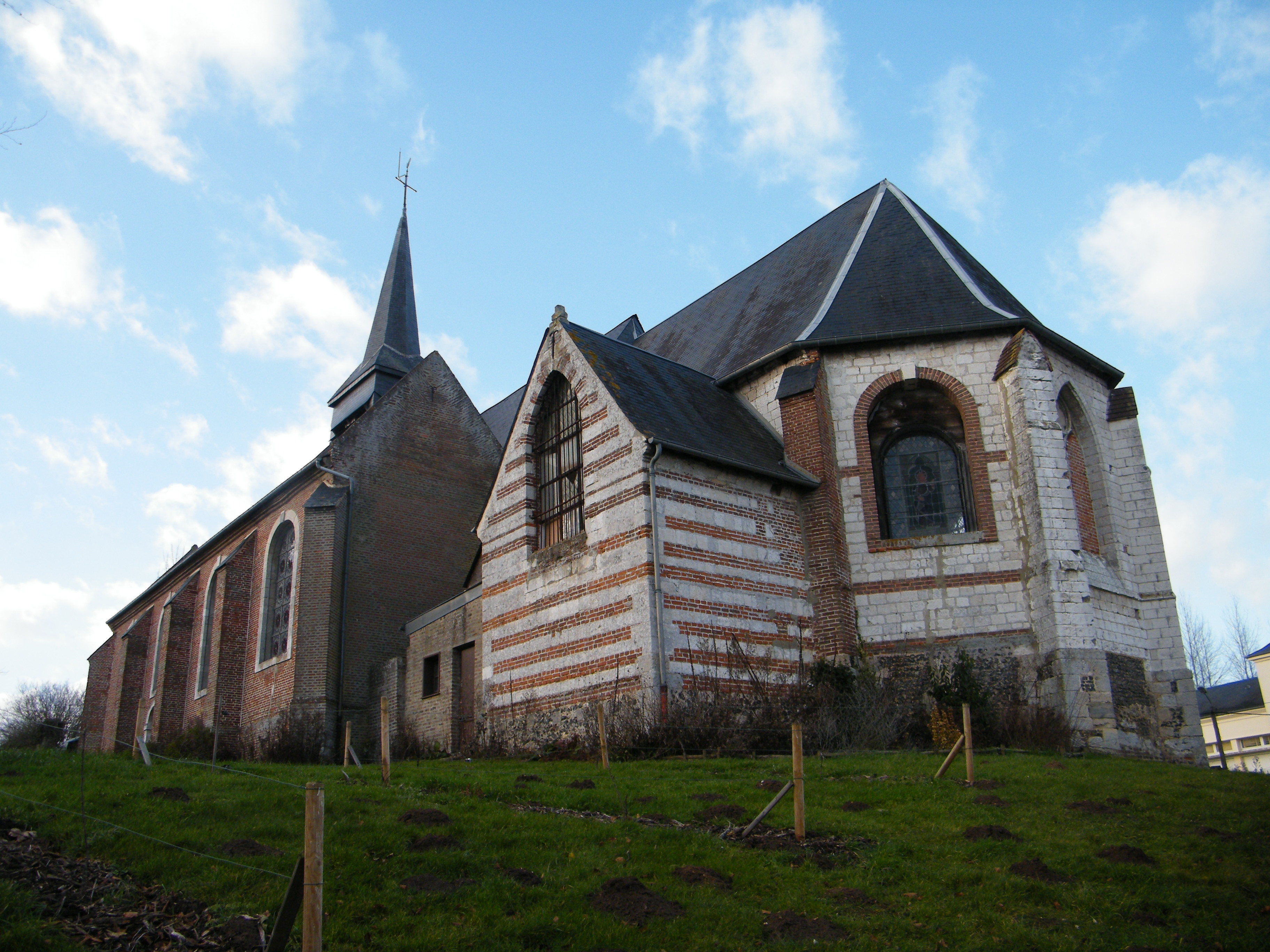
L'église, en hauteur.
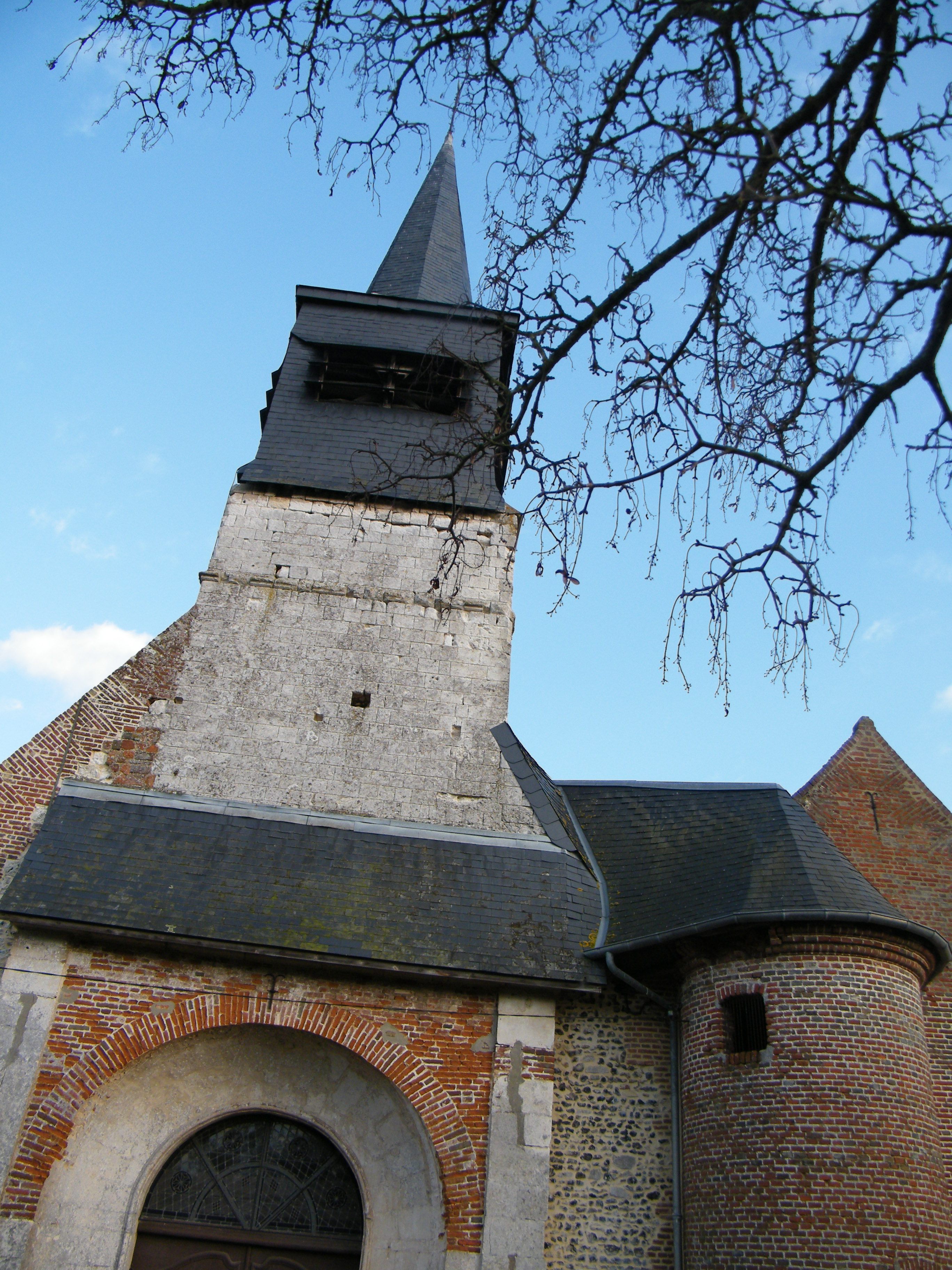
Vue du clocher.

### Personnalités liées à la commune

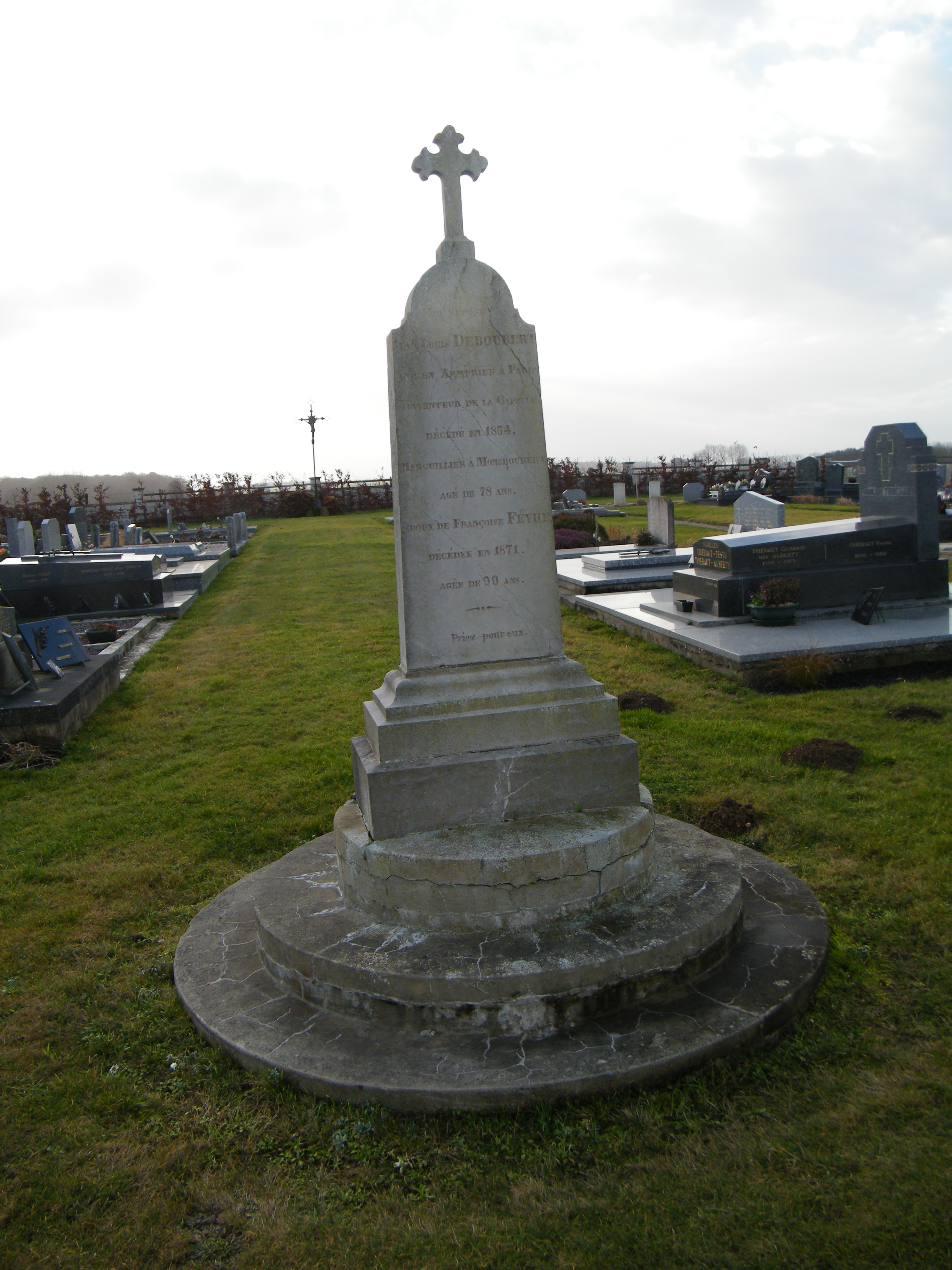
Stèle Deboubert.

- Pierre-Maximilien Simon, cultivateur et conseiller en l'élection de Neufchatel, né à Mons-Boubert en Picardie le 11 février 1757, député aux États généraux de 1789 pour le Tiers état du bailliage de Caux à Caudebec[41].
- Jean-Louis Deboubert (1776-1854), armurier, inventeur de la capsule au fulminate, a perfectionné le fusil à piston, né et décédé au village. Un monument porte son nom, au milieu de la grande allée du cimetière[a 10],[42].

### Seigneurs de Mons-Boubert
Le nom de certains seigneurs de Mons-Boubert nous est parvenu :
Mons-Boubert est issue du fief de Boubers-en-Vimeux, qui passe dans la famille d'Abbeville par le mariage d'Ide de Boubert ou Bouberc(h) (1200-1232) avec Guillaume d'Abbeville, maison d'Aumale.
Les Bouberch étaient d'autre part seigneurs de Tunc et de Bernâtre, près Doullens, ce dernier fief leur étant venu en 1360 par le mariage de Mahaut de Raineval, dame de Bernâtre, avec Jean de Boubers, seigneur de La Motte-les-Auxy. Aussi les Boubers furent-ils souvent appelés vicomtes de Bernâtre.
Parmi les illustrations de cette famille, on cite Jean Halgrin, dit le cardinal d'Abbeville, et Bernard d'Abbeville (1259-1278), évêque d'Amiens qui fait achever la cathédrale d'Amiens.

## Pour approfondir